# Henkell & Co.

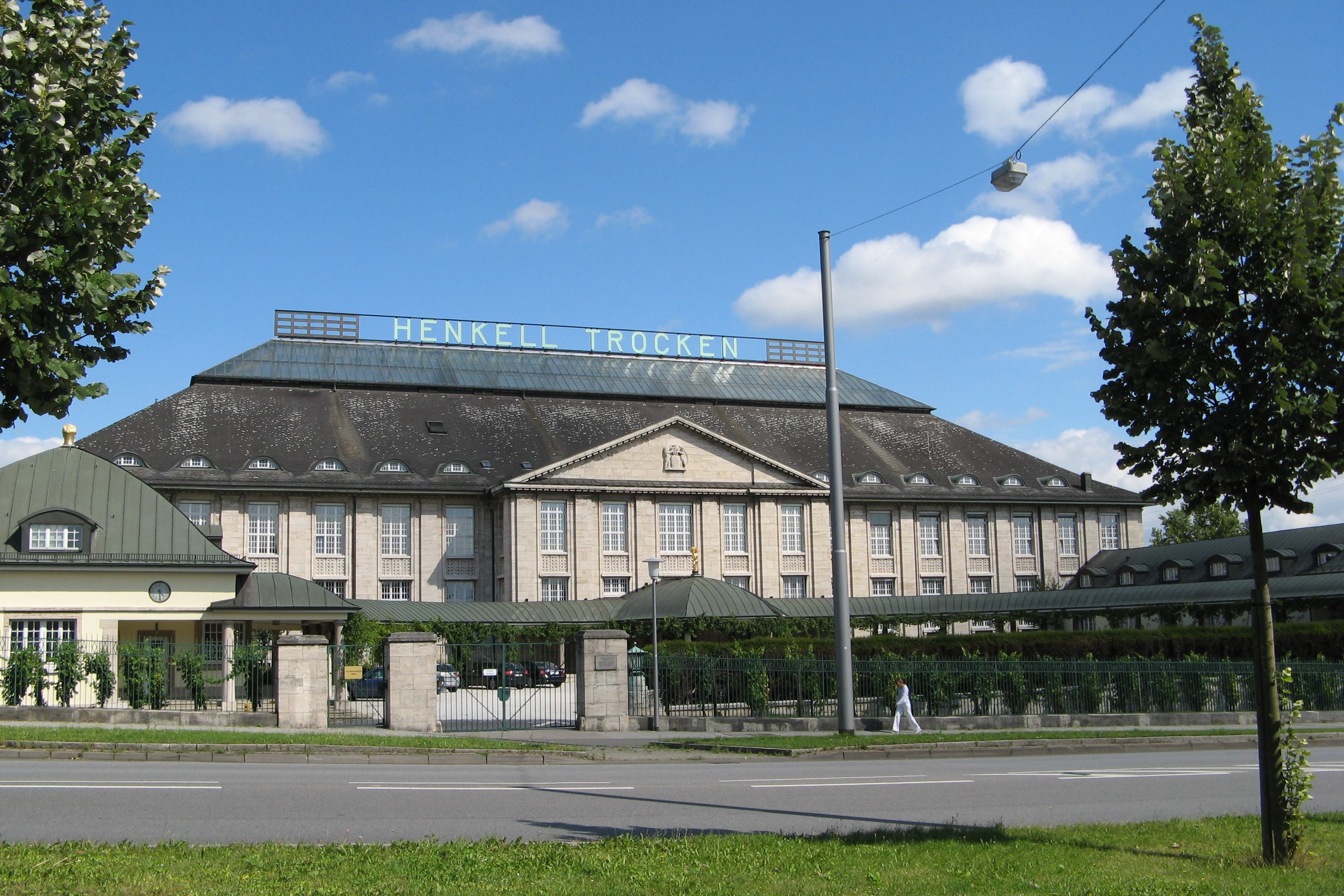
Fábrica de vinos espumosos de Henkell & Co.

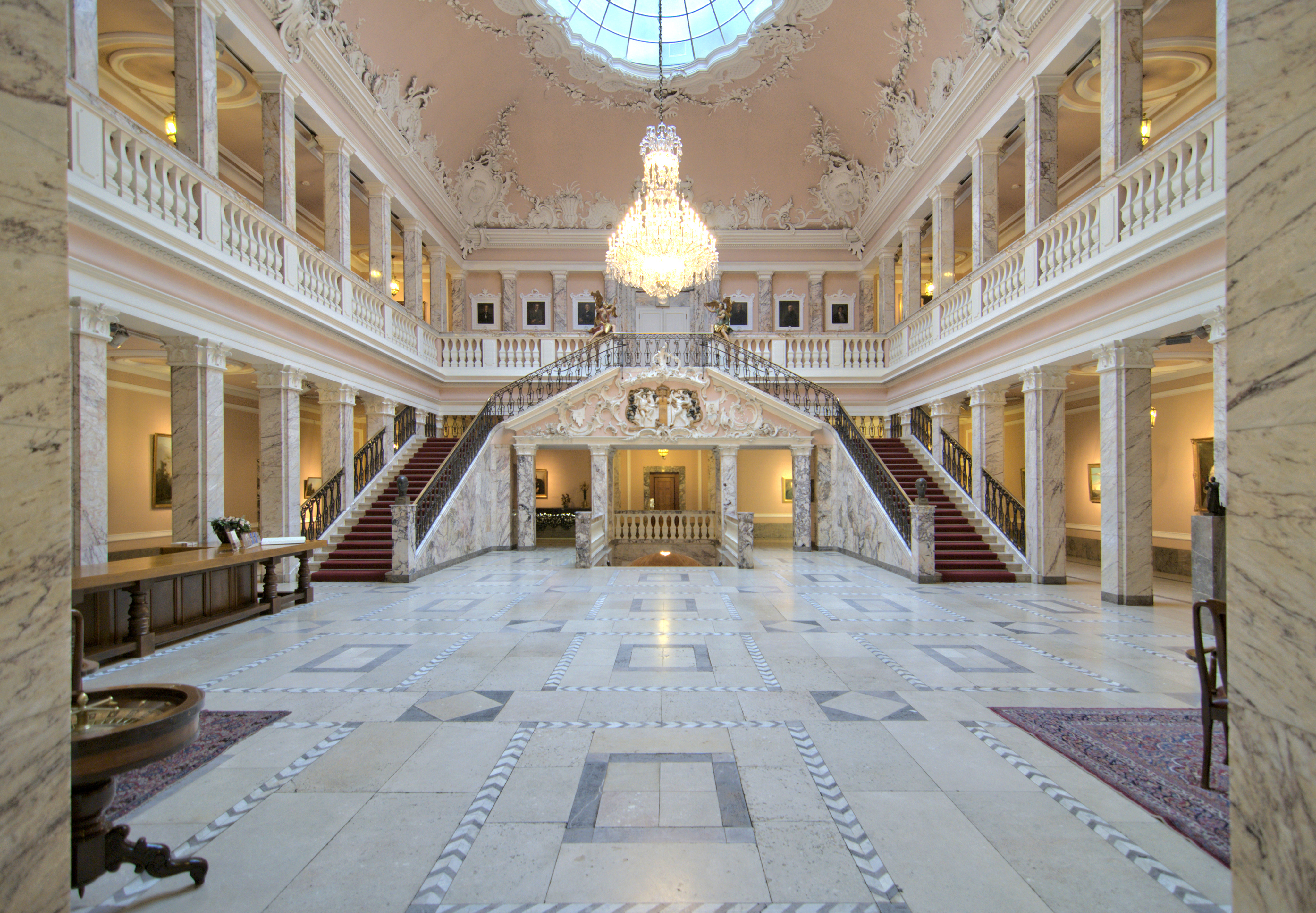
El salón mármol blanco, sala de entrada

Henkell & Co. es una empresa alemana productora de vino espumoso, situada en Wiesbaden (Hesse, Alemania).

## Historia
La empresa fue fundada en 1832 por Adam Henkell como tienda de vinos Weinhandlung Henkell & Cie en Maguncia. 25 años después, creó la Walpodenstraße, Distrito Centro (Maguncia), una "fábrica de champagne". Esto la convierte en una de las primeras empresas de vino espumoso. Bajo la dirección de Otto I. Henkell en 1894, la marca Henkell Trocken de 1898 está protegida oficialmente por ser una de las primeras marcas en Alemania. En 1909 Henkell se basa en el Castillo Henkell para su marca. Entre los años 1900 - 1920 la marca llevó a cabo una fuerte campaña de publicidad. Como ejemplo del gran formato de los anuncios, apareció en la Jugend o en Simplicissimus. Para el diseño de anuncios, artistas como Thomas Theodor Heine, Lucian Bernhard, Gino de Finetti y Munzer Adolf fueron comisionados.